# Beatles for Sale (мини-альбом)
Beatles for Sale — мини-альбом (EP), выпущенный группой «Битлз» 6 апреля 1965 года. Данный альбом стал восьмым мини-альбомом в официальной дискографии группы и был выпущен лишь в моно-версии. Кроме Великобритании, альбом был выпущен также в Австралии и Индии. В EP-чарте альбом появился уже 10 апреля, а высшей позиции достиг 24 апреля, после чего держался там на протяжении пяти недель. Ещё одну неделю на верхней позиции альбом провёл с 12 июня.

## Список композиций
Сторона «А»
1. «No Reply»
2. «I’m a Loser»

Сторона «Б»
1. «Rock and Roll Music»
2. «Eight Days a Week»